# Martell invertit alcista
Un Estel fugaç baixista (en anglès: Bullish Inverted Hammer) és un patró d'espelmes japoneses format per dues espelmes que indica un possible final i canvi de tendència baixista; rep aquesta denominació perquè l'espelma tindria una forma "similar" a la d'un martell capgirat. És l'equivalent alcista de l'estel fugaç baixista.

## Criteri de reconeixement
1. La tendència prèvia és baixista.
2. Es forma una 1a espelma negra amb tancament proper al low.
3. L'endemà es forma una 2a espelma que té una molt llarga ombra superior, com a mínim el doble que el cos, que és la part rellevant
4. Aquesta 2a espelma no té (o és mínima) ombra inferior, i el petit cos format pot ser blanc o negre.

## Explicació
El martell invertit té implicacions alcistes perquè després d'una tendència baixista el mercat ha obert continuant la seva tendència baixista obrint prop del low anterior, però arribats a un punt de resistència la força dels baixistes es veu àmpliament superada pels bulls i el preu comença a pujar. Malgrat que els bulls no tenen prou força per mantenir el cop alcista la resta de la jornada, aconsegueixen que es tanqui a prop del preu d'obertura (petit cos negre), o inclús per sobre del preu d'obertura (petit cos blanc).

## Factors importants
El martell invertit cal que sigui confirmat l'endemà amb una obertura a l'alça; aquest fet indicaria que els curts del dia anterior estant atrapats i si es continua a l'alça hauran de tancar posicions ràpidament propiciant un augment encara més fort dels preus. Quan més llarg sigui l'ombra superior més evidència de la força dels bulls. La confirmació l'endemà vindira en forma gap alcista, en forma d'espelma blanca amb tancament superior, o per trencament de la línia de tendència. Si no n'hi ha, visualitza on hi ha la resistència i on es dispara la pressió compradora.